# Comisario europeo de Comercio
El  comisario de Comercio es el miembro de la Comisión Europea encargado de despachar los asuntos relacionados con las relaciones comerciales de la Unión Europea con el exterior, incluyendo la dirección de su política comercial y la negociación de los acuerdos con terceros países o multilaterales, estos últimos casi siempre en el seno de la Organización Mundial del Comercio. Se trata, debido al ingente volumen de tráfico comercial de la Unión —primera potencia comercial del mundo—, de una de las carteras más poderosas del Ejecutivo europeo.
Hasta el 26 de agosto de 2020, fecha de su dimisión, el comisario europeo de Comercio era el irlandés Phil Hogan, que había sustituido en 2019 a la política la sueca Cecilia Malmström. Valdis Dombrovskis asumió la cartera hasta el 12 de octubre de 2020, fecha en que fue nombrado de manera oficial.